# Абонкур Жезанкур
Абонкур Жезанкур (фр. Aboncourt-Gesincourt) насеље је и општина у источној Француској у региону Франш-Конте, у департману Горња Саона која припада префектури Везул.
По подацима из 2011. године у општини је живело 221 становника, а густина насељености је износила 20,69 становника/km². Општина се простире на површини од 10,68 km². Налази се на средњој надморској висини од 212 метара (максималној 315 m, а минималној 215 m).

## Демографија
| 1962. | 1968. | 1975. | 1982. | 1990. | 1999. | 2011. |
| ----- | ----- | ----- | ----- | ----- | ----- | ----- |
| 306   | 296   | 313   | 240   | 215   | 204   | 221   |

График промене броја становника у току последњих година